# ستويفر
الستويفر كانت عملة معدنية قديمة استُخدمت في هولندا وكانت قيمتها تساوي قيمة نصف خولده هولندي (16 بنًا أو 8 دويت، ثم 5 سنتات). كما سُكّت عُملات الستويفر أيضًا في منطقة الراين السفلى وفي المستعمرات الهولندية. ولا تزال الكلمة تُستخدم للإشارة إلى عملة 5 سنت يورو، التي تكاد تكون متطابقة مع عملة الستويفر القديمة في القطر واللون، على الرغم من أن قيمتها تفوق ضعف قيمة العملة القديمة.

## التاريخ
تطورت عملة الستويفر من عملة هولندية سابقة، وهي عملة المقاطعات الأربع التي سكها الملك فيليب الثالث في بورغندي منذ عام 1434 لاستخدامها كعملة مشتركة في برابانت وفلاندرز وهولندا وهاينو (هينيغاو) وكانت قيمتها وقتئذ تساوي 1/20 قيمة غولدن الراين. كانت تقابل 3 برابانت بلاكن و2 غروتن فلمنكي و16 بفنغ هولندي أو تساوي شلن ارتوازي واحد. استمدت عملة الستويفر اسمها، والذي يعني في الهولندية «الشرر المتطاير»، من رسوم أحجار الصوان المنتجة للشرر، والتي استُخدمت لزخرفة الإصدارات المبكرة من عملات الستويفر الفلمنكية. استمر تداول هذه العملات طيلة فترة الحروب النابليونية. وفي عام 1818، تحولت هولندا إلى النظام النقدي العشري وأعادت تقسيم الخولده الهولندي إلى 100 سنت، فكان 2 ستويفر يساويان عملة الدوبلتي التي كانت قيمتها تكافئ قيمة 10 سنتات. احتفظت عُملة الستويفر باسمها بعد تحويل النظام النقدي الهولندي إلى النظام العشري، واستمرت هذه التسمية شائعة للدلالة على عملة الخمس سنتات في أنحاء هولندا إلى أن اعتُمد اليورو كعملة رسمية في عام 2002، ولا تزال كلمة ستويفر مُستخدمة إلى حد كبير حتى الآن تشير إلى عملة اليورو من فئة الخمس سنتات، والتي لها نفس القطر واللون تقريبًا على الرغم من أن قيمتها تزيد عن ضعف قيمة عملة الستويفر القديمة.